# Jacques de Milly

Großmeisterwappen von Jacques de Milly

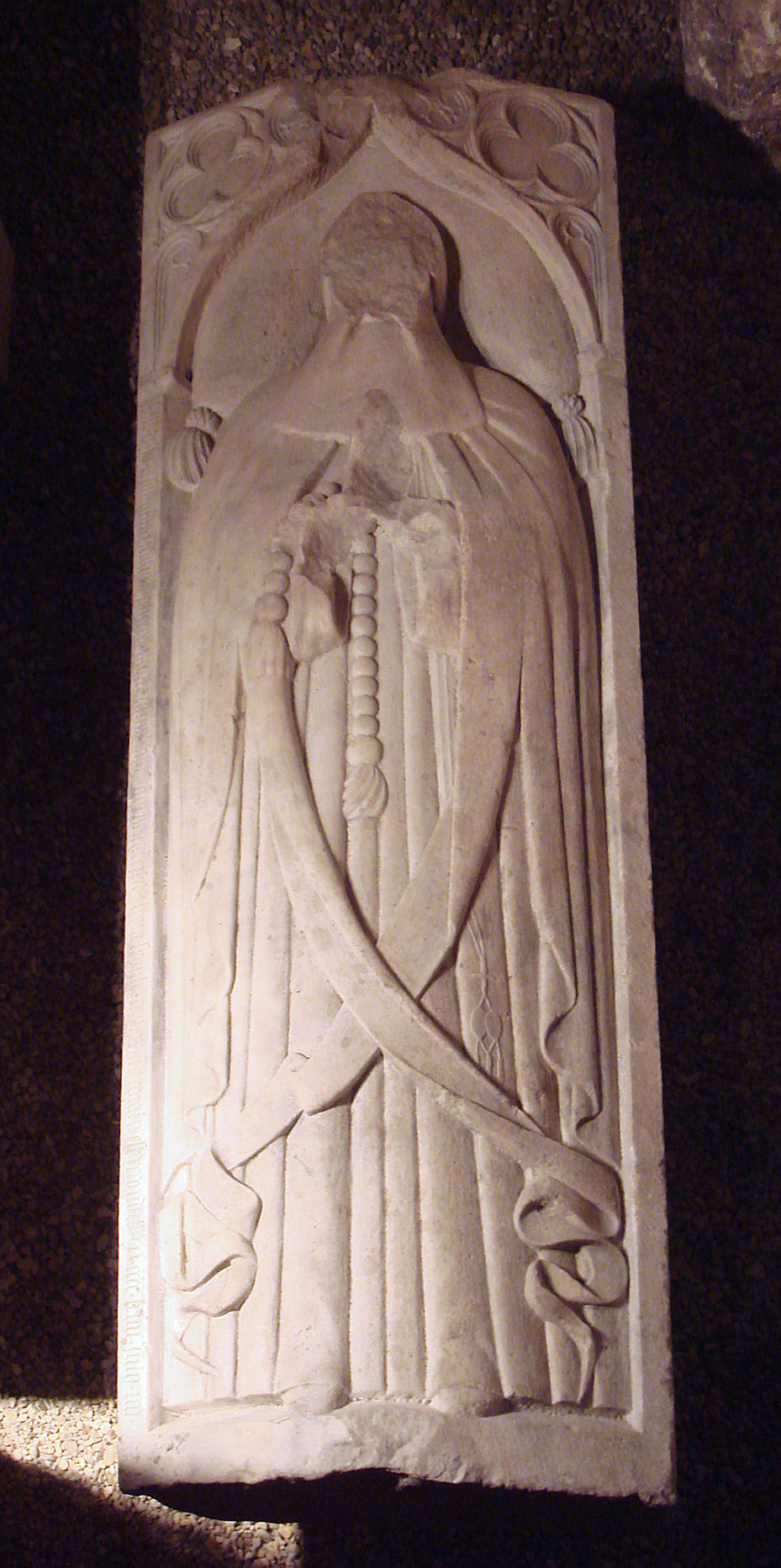
Grabplatte des Jacques de Milly

Jacques de Milly, auch de Milli, Iacobus Millius, Iacobus de Milly, († 17. August 1461) war ein Adliger aus der Auvergne und vom 15. Juni 1454 bis zu seinem Tod im Jahre 1461 der 37. Großmeister des Johanniterordens.
Er war Großprior der Auvergne, als er nach dem Tod seines Landsmanns Jean de Lastic 1454 zu dessen Nachfolger als Großmeister gewählt wurde.
Seine Amtszeit stand unter dem Eindruck der Bedrohung durch die Osmanen unter Sultan Mehmed II., die 1453 Konstantinopel erobert hatten. 1457 und 1459 unternahmen die Osmanen Überfälle auf Rhodos, Kos und Symi, die teils erheblichen Schaden anrichteten. Er ließ daher die Befestigungsanlage des Ordens in der Ägäis fortlaufend instand setzen und verstärken und gab insbesondere 1454 den Bau der Burg von Archangelos auf Rhodos in Auftrag.
Beim Generalkonvent von 1459 eskalierte ein Streit zwischen den einzelnen landsmannschaftlichen Zungen des Ordens über die Verteilung von Macht und Ämtern. Insbesondere wurde die Übermacht der drei französischen Zungen (Franzien, Provence und Auvergne) von den übrigen Rittern, insbesondere denen der spanischen Zunge, angefochten. Der Streit konnte erst unter seinem Nachfolger beigelegt werden.
Milly unterstützte die abgesetzte Königin Charlotte von Zypern im letztlich erfolglosen Kampf um Zypern, als er ihr 1461 erlaubte ihre Flotte in Rhodos zu sammeln und half, diese auszurüsten.
Er starb 1461 und wurde in Rhodos bestattet. Die Grabplatte seines Sarkophags ist erhalten und befindet sich heute im Musée de Cluny in Paris.